# Turkije op de Olympische Winterspelen 1948
Tijdens de Olympische Winterspelen van 1948, die in Sankt Moritz (Zwitserland) werden gehouden, nam Turkije voor de tweede keer deel.

## Deelnemers en resultaten

### Alpineskiën
| Olympiër          | Discipline     | Resultaat | Prestatie                              |
| ----------------- | -------------- | --------- | -------------------------------------- |
| Dursun Bozkurt    | afdaling (m)   | 94e       | 4.37,3 (+1.42,3)                       |
| Dursun Bozkurt    | slalom (m)     | 62e       | 4.11,2 (+2.00,9) 2.18,2+1.53,0         |
| Dursun Bozkurt    | combinatie (m) | dnf       | opgave afdaling: 4.37,3 slalom: opgave |
| Muzaffer Demirhan | afdaling (m)   | dq        | diskwalificatie                        |
| Muzaffer Demirhan | slalom (m)     | 64e       | 4.25,7 (+2.15,4) 2.25,5+2.00,2         |
| Raşit Tolun       | afdaling (m)   | 87e       | 4.12,1 (+1.17,1)                       |
| Raşit Tolun       | slalom (m)     | 58e       | 3.42,0 (+1.31,7) 2.04,8+1.37,2         |
| Osman Yüce        | afdaling (m)   | 97e       | 4.49,2 (+1.54,2)                       |
| Osman Yüce        | slalom (m)     | 60e       | 4.08,6 (+1.58,3) 2.21,2+1.47,4         |
| Osman Yüce        | combinatie (m) | dnf       | opgave afdaling: 4.49,2 slalom: opgave |

Argentinië · België · Bulgarije · Canada · Chili · Denemarken · Finland · Frankrijk · Griekenland · Groot-Brittannië · Hongarije · IJsland · Italië · Joegoslavië · Libanon · Liechtenstein · Nederland · Noorwegen · Oostenrijk · Polen · Roemenië · Spanje · Tsjecho-Slowakije · Turkije · Verenigde Staten · Zuid-Korea · Zweden · Zwitserland